# Gijón Baloncesto
Le Gijón Baloncesto est un ancien club espagnol de basket-ball, basé dans la ville de Gijón dans les Asturies.  Le club évoluait du championnat d'Espagne. Il a disparu en 2009.

## Entraîneurs successifs

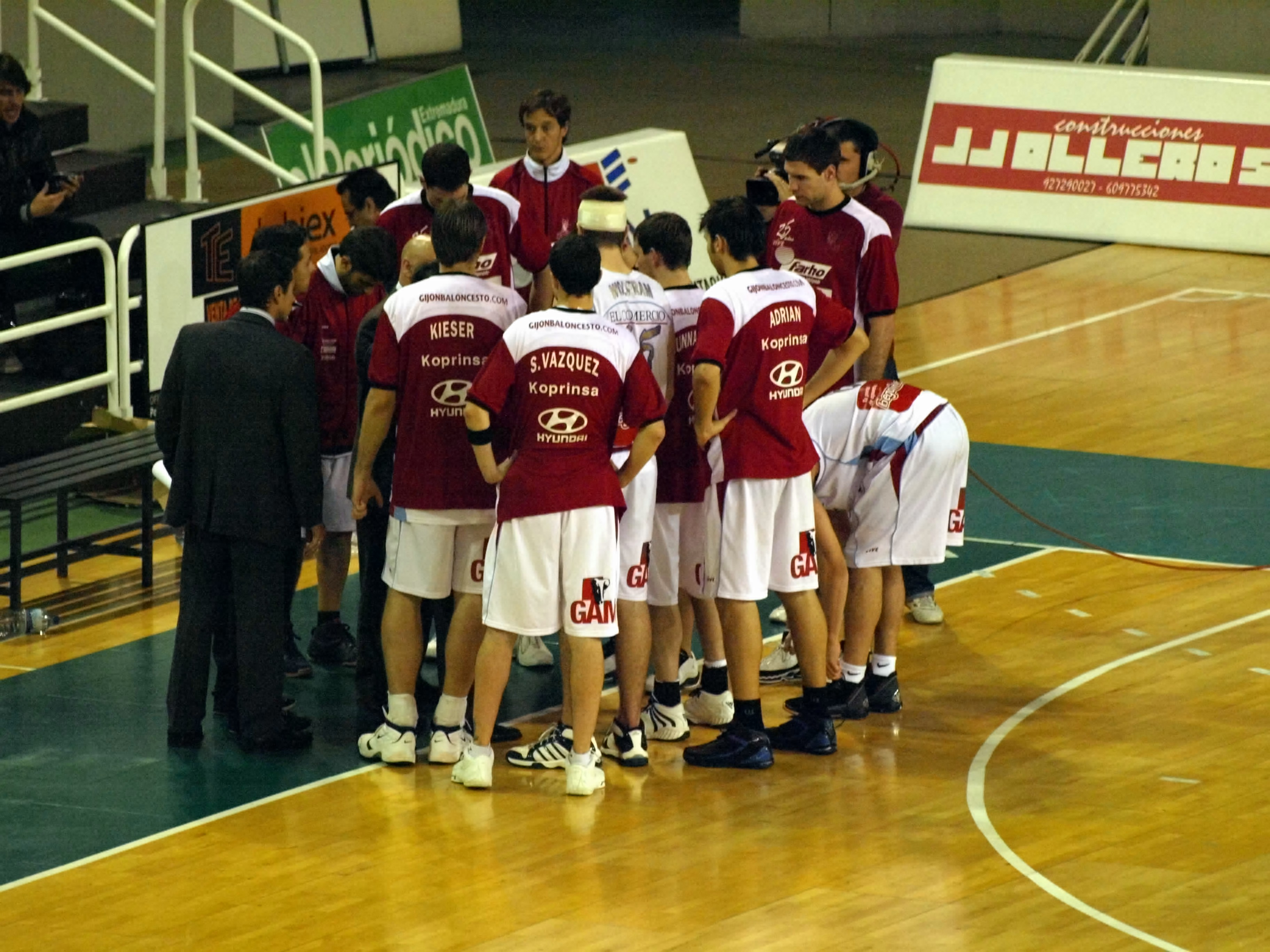
2007

## Joueurs célèbres ou marquants
- Luis Scola
- Tomás Jofresa
- Óscar Yebra
- Guilherme Giovannoni
- James Blackwell
- Lou Roe
- Glenn Whisby